# App Store (macOS)
La App Store (también conocida como Mac App Store) es una plataforma de distribución digital de aplicaciones para macOS, desarrollada por Apple Inc. Fue anunciada el 20 de octubre del 2010 en el evento Back to Mac y se lanzó oficialmente el 6 de enero de 2011. Apple empezó a recibir solicitudes de aplicaciones de desarrolladores registrados el 3 de noviembre de 2010.
Mac App Store se lanzó el 6 de enero de 2011 como parte de la actualización gratuita de Mac OS X 10.6.6 para todos los usuarios actuales de Snow Leopard. Después de 24 horas de lanzamiento, Apple anunció que había más de un millón de descargas.
El 4 de junio de 2018, Apple anunció una nueva versión de la App Store para macOS Mojave.

## Características
Al igual que la App Store para el iPhone y el iPad, la Mac App Store se mantendrá siempre actualizada. Los desarrolladores tendrán la posibilidad de agregar nuevas funciones a sus aplicaciones para mejorar su funcionamiento o agregar nuevas funciones. Esta plataforma es un modelo adaptado que proviende de las App Store para dispositivos iOS y que permite a los usuarios:
- Comprar, descargar e instalar - La habilidad de comprar, descargar e instalar aplicaciones.
- Volver a descargar - Instalar aplicaciones previamente compradas otra vez en cada equipo que el usuario posea.
- Actualizar — La posibilidad de actualizar una o varias aplicaciones al tiempo.

## Restricciones
Al igual que la App Store móvil, la Mac App Store será regulada y supervisada por Apple. Las aplicaciones deben pasar por un proceso de aprobación antes de estar disponibles. Apple no acepta:
- Programas que cambien la interfaz nativa o el comportamiento del sistema.
- Programas que no cumplan con los lineamientos de interfaz de la Apple Macintosh Human Interface.
- Programas similares en apariencia o funcionamiento a productos de Apple (Mac App Store, Finder, iTunes, iChat, etc..)
- Programas similares a otros que actualmente se encuentren disponibles en la App Store.
- Programas que contengan o muestren contenido para adultos.
- Programas que instalen componentes compartidos (extensiones de kernels, complementos de navegador, complementos para QuickTime, etc..)
- Programas que proveen contenidos o servicios con expiren.
- Versiones beta, demos y trials.
- Programas que utilizan tecnologías obsoletas como Java o PowerPC software (el cual requiere Rosetta).

## Clasificación de aplicaciones
Al igual que en iOS, Apple clasifica las aplicaciones en todo el mundo en función de su contenido y determina el grupo de edad para el que cada una de ellas es apropiada. macOS permitirá el bloqueo de aplicaciones inaceptables en las Preferencias del Sistema. Las siguientes son las clasificaciones que Apple ha detallado:
| Clasificación | Descripción |
| ------------- | --- |
| 4+            | No contiene material desagradable. |
| 9+            | Puede contener situaciones leves o infrecuentes de violencia realista, fantástica o en dibujos animados, y contenido sugestivo, maduro o de terror que puede no ser apropiado para menores de 9 años. |
| 12+           | Puede contener lenguaje no apropiado leve o infrecuente, violencia realista, fantástica o en dibujos animados frecuente, y contenido maduro o sugestivo leve o no frecuente, y juegos de azar simulados que pueden no ser apropiados para menores de 12 años. |
| 17+           | Puede incluir contenido maduro, sugestivo o de terror intenso y frecuente; más contenido sexual o de desnudez, alcohol, tabaco, y drogas que puede no ser apropiado para menores de 17 años. Los consumidores deben tener al menos 17 años para comprar aplicaciones con esta clasificación. Siempre que una aplicación con esta clasificación sea descargada, se mostrará un mensaje preguntando si el usuario tiene 17 años o más. |